# Les Grandes Balades
Pistes de Les Arbres verts
Elle f'sait la gueule Les Arbres verts
Les Grandes Balades est une chanson d'Anne Sylvestre parue en 1998 dans l'album Les Arbres verts.

## Historique
Cette chanson date de 1998. Sortie dans l'album Les Arbres verts, elle est reprise la même année dans le récital À l'Olympia 1998.

## Thématique
Les Grandes Balades est une chanson humoristique. La narratrice déteste les randonnées. Le comique de la chanson repose sur la description des balades à la campagne comme une succession de mésaventures prévisibles et un enchaînement de mauvaises surprises, et sur le ton râleur maintenu tout au long.

## Réception
Dans Le Figaro, le critique François Delétraz écrit : « Les Grandes Balades, par exemple, c'est fantastique ! »
Stéphane Hirschi la mentionne dans le répertoire de la chanteuse parmi « des modèles de drôlerie ».